# 22-й окремий спеціальний моторизований батальйон міліції (СРСР)
22-й окремий спеціальний моторизований батальйон міліції (в/ч 5442) — формування Внутрішніх військ МВС СРСР, яке існувало у 1966—1992 роках.

## Історія
Підрозділ почав формуватися в 1966 році у Запоріжжі як 22-й спеціальний моторизований батальйон міліції (в/ч 5442).
Після відновлення незалежності України на його фондах було сформовано 8-й полк Національної гвардії України (в/ч 4108).